# アンドレアス・シャード
アンドレアス・シャード（Andreas Schaad、1965年4月18日 - ）は、1980年代後半から1990年代前半にかけて活躍した、スイスのノルディック複合選手である。1994年リレハンメルオリンピックの3x10km団体（フレディ・グランツマン、ヒッポリト・ケンプ）で銅メダル、1988年カルガリーオリンピックの3x10km団体（ジャン＝イブ・クーンデ、ヒッポリト・ケンプ）では銀メダルを獲得した。
ノルディックスキー世界選手権では1989年大会の3x10km団体で銀メダルを獲得している。